# Дистельмайер, Уоллес
Уоллес Уильям Дистельмайер (англ. Wallace William Diestelmeyer; 14 июля 1926 — 23 декабря 1999) — канадский фигурист, выступавший в парном катании со Сьюзан Морроу, бронзовый призёр Олимпийских игр 1948 года. Участник в одиночном разряде зимних Олимпийских игр. Морроу и Дистельмайер также завоевали бронзовую медаль на чемпионате мира 1948 года. Считаются первыми исполнителями обязательного в современном парном катании элемента — тодеса.
Пятикратный чемпион Канады в разных номинациях.

## Достижения

### Одиночное катание
| Соревнования               | 1947 | 1948 |
| -------------------------- | ---- | ---- |
| Зимние Олимпийские игры    |      | 12   |
| Чемпионаты мира            |      | 9    |
| Чемпионат Северной Америки | 3    |      |
| Чемпионаты Канады          | 2    | 1    |

### Парное катание
(с Морроу)
| Соревнование               | 1947 | 1948 |
| -------------------------- | ---- | ---- |
| Зимние Олимпийские игры    |      | 3    |
| Чемпионаты мира            |      | 3    |
| Чемпионат Северной Америки | 1    |      |
| Чемпионаты Канады          | 1    | 1    |

(с Перкинс)
| Соревнования      | 1946 |
| ----------------- | ---- |
| Чемпионаты Канады | 1    |

(с Дучарме)
| Соревнования      | 1942 |
| ----------------- | ---- |
| Чемпионаты Канады | 2    |

### Танцы на льду
(с Морроу)
| Соревнования      | 1948 |
| ----------------- | ---- |
| Чемпионаты Канады | 1    |